# Anna Maria Bonz

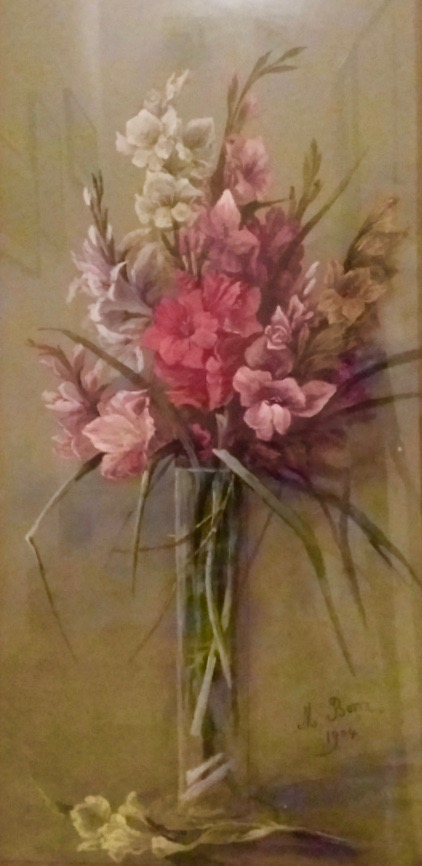
1904 Stillleben

Anna Maria Bonz (* 1866 in Böblingen; † 1938 in Böblingen) war eine Malerin aus Württemberg und gehörte mit zu den ersten Frauen, die als Kunstmalerinnen die Selbständigkeit der Frauen durch die Malerei zum Ausdruck brachten.

## Biografie
Bonz war die Tochter des Chemikers Ernst Gottlieb Theodor Bonz (1832–1898) und seiner Frau Marie Pauline Schumann (1835–1888). Sie wuchs in Böblingen in einer angesehenen, streng religiösen, altpietistischen Chemikerfamilie auf. Ihre künstlerische Begabung wurde von ihrer Mutter früh erkannt, aber in der patriarchalischen Struktur der Familie nicht gefördert. Sie legte die Matura mit Auszeichnung ab, sprach Latein, Englisch und fließend Französisch. Ihr Wunsch war es, an der Königlichen Akademie in Stuttgart zu studieren, der sich aber aus den erwähnten familiären Gründen nicht erfüllen ließ. Eine zufällige Begegnung mit Anna Peters (1843–1926) eröffnete ihr jedoch die Möglichkeit zu privatem Unterricht bei deren Vater Pieter Francis Peters. Sie erlernte bei ihm die Landschaftsmalerei (en plein air) und gehörte zu dessen Gefolge bei Reisen an den Genfer See, den Bodensee und die Schwäbische Alb.
Besonders die Freundschaft mit Anna Peters beeinflusste ihre Entwicklung zur Kunstmalerin. Von 1886 bis 1890 hospitierte sie zeitweise an der Akademie in Stuttgart als Externe. Dem 1893 in Stuttgart gegründeten „Württembergischen Malerinnen-Verein“ trat sie 1895 bei und war Mitglied bis 1931. In privatem Unterricht bei Kappis und später Hölzel entwickelte sie sich zu einer in Stuttgart und Umgebung bekannten und gefragten Kunstmalerin. Als Begleiterin ihres Bruders Carl Otto Bonz (1857–1931) auf geschäftlichen Reisen nach München, Berlin sowie London, Paris und St. Petersburg, konnte sie mit der jeweiligen örtlichen Kunstszene Kontakt aufnehmen. Ihr Atelier befand sich in der Pfarrgasse in Böblingen und war gelegentlich der Treffpunkt von Malerinnen ihres Vereins.

### Gesellschaftliches Engagement
Bonz, die unverheiratet blieb, verwendete den Erlös des Verkaufes ihrer Werke, die im Einzelfall mit bis zu 200 Mark gehandelt wurden, ausschließlich für karitative Zwecke. Einer Galerie schloss sie sich nicht an. Sie unterrichtete in Böblingen kostenlos Frauen und Kinder in der Technik des Malens und Zeichnens.
Für Bedürftige richtete sie eine wöchentliche Tafel neben ihrem Atelier ein. Ihr umsichtiges öffentliches Engagement für Frauenrechte in Übereinstimmung mit ihren Stuttgarter Malerinnen und ihre Kontakte nach München und Berlin, brachten ihr jedoch im provinziellen Böblingen wenig Anerkennung.

## Werk
Das Werk von Anna Maria Bonz umfasst Ölgemälde, Aquarelle und Zeichnungen, davon hauptsächlich Landschafts- und Blumenmalerei. Die Blumenstillleben entsprechen ihrer impressionistischen Sichtweise. Die Landschaftsmalerei zunächst stark von Pieter Francis Peters beeinflusst, nimmt in ihren späteren Werken expressionistische Ausdrucksformen an. Ihre Zeichnungen dagegen sind exakte Darstellungen von Motiven aus zahlreichen Städten ihrer Heimat Württemberg. Die Teilnahme an Ausstellungen beschränkte sich auf Stuttgart und Umgebung. Neben dem Städtischen Archiv der Stadt Böblingen befindet sich der überwiegende Teil ihrer Bilder in Privatbesitz bzw. Privatsammlungen. Einzelausstellungen : Atelierhaus – Galerie WMV : 1909, 1911 und 1913.